# Wágner László (építész)
Wagner László (Eger, 1911. szeptember 24. – Budapest, 1987. február 26.) Ybl-díjas építészmérnök, műegyetemi tanár.

## Családja
Wagner László szülei Wagner József és Gerzovics Etelka, testvérei: Valéria, Mária, Margit, Lajos, és Gömöri Wagner József. Felesége Balogh Julianna, három lányuk született: dr. Wagner Judit orvos, Wagner Zsuzsanna fotóművész és Wagner Sarolta faszobrász-restaurátor.

## Tanulmányai
Középiskoláit Egerben, a reáliskolában végezte. 1931-35-ig építészmérnöknek tanult a József Nádor Műszaki és Gazdaságtudományi Egyetemen, Budapesten. Évfolyamtársai voltak Árva Pál, Csóti László, Deák Ernő, Déman Pál, ifj.Fabinyi Emil, Ivánka András, Kappéter Iván, Kéri Gyula, Korik Lajos, Kovách Kocsárd, Manninger Egon, Mohl Imre, Németh Pál, Payr Egon, Perényi László, Piszer István, Reichard Zoltán, Schall József, Schauschek János, Székely László, Straubert (Szendrői) Jenő, Thier-Szabó Franciska, stb. Későbbiekben különböző tervező vállalatoknál is együtt dolgoztak. 1933-as ”Megfagyott muzsikusok” c. számát, Csányi Károly professzor úrnak ajánlották az építész hallgatók. Ebben a számban található Wágner László rajza Csányi Károly professzorról, és évfolyamtársai karikatúrái egymásról. 1935-ben szerezte meg az oklevelét (28. sz.). Tanárai Dr. Kotsis Iván, Csányi Károly,  Wälder Gyula, Dr. Hültl Dezső, Dr. Barta József, Sárdy Gyula, Dr. Mihalich Győző, Dr. Csonka Pál, Warga László, Dr. Varga József, Dr. Pattantyús Á. Géza voltak.

## Szakmai pályafutása
1935-42 között kezdő építészként különböző építész irodákban dolgozott. 1937-ben a Magyar Mérnök és Építész-Egylet tagja lett. 1939. december 29-én felvették a Budapesti Mérnöki Kamara tagjai közé, ekkortól önállóan is tervezhetett. 1943-44-ben Kotsis Endre, majd 1946-48 között Weichinger Károly mellett tanársegéd volt a műegyetem építész karán. 1944-46 között a kitelepített műegyetemmel együtt Németországba, majd Dániába került. A műegyetemről való távozása után az első állami tervező irodába az Állami Építéstudományi Intézetbe lépett be 1948-ban. Az intézet osztódása után 1949-ben először a Magasépítési Tervező Intézetbe (MATI) került, majd a VÁTI munkatársa lett. 1951-től a Középülettervező Vállalat (KÖZTI), 1953-tól az Általános Épülettervező Vállalat (ÁÉTI), végül 1956-tól az Ipari Épülettervező Vállalat (IPARTERV) tervezőjeként dolgozott. 1968-tól a Művelődésügyi Beruházó Vállalat munkatársa volt ahonnan 1972-ben ment nyugdíjba, de 1975-ig még tovább dolgozott nekik. 1951-től a Nemzeti Múzeumban megalakult Magyar Építőművészek Szövetségének a tagja volt.
Már egyetemi tanulmányai előtt is szívesen utazott külföldre, 1928-ban kerékpáron járta be Ausztriát. Egyetemi tanulmányai idején, 1934-ben Olaszországba is kerékpáron utazott egyetemi kollégáival, 1936-ban Franciaországba utazva végig motorkerékpározta Európát. Külföldi útjai meghatározó élményt nyújtottak neki, ami 40-es években készült épületein érződik leginkább. Első önálló munkáját, az Egyházmegyei Takarékpénztár árkádos épületét 1940-ben bátyjával, Wágner Józseffel együtt tervezték és építették fel Egerben a Dobó téren. 1939-1942-ig  Egerben tervezőmérnökként dolgozott. A külföldi tanulmányutak és egyetemi tanulmányai során ismerkedett meg a modern építészet elméletével és gyakorlatával. A korai munkáin egészen a győri Gőzfürdő épületig a modern építészet hatása figyelhető meg.
A háború után Budapesten részt vett a helyreállítási munkák tervezésében, a Földművelési Minisztérium megbízásából az ő tervei alapján állították helyre 1947-ben az Amizoni leányiskolát (Amerikai út 96.), de 1949-ben közreműködött az Átrium mozi helyreállításában is (Margit krt. 55.), a moziterem mennyezetének a Wagner László rekonstrukciója volt a feladata. 1948-ban a Szent László Járványkórház új épületeire kiírt tervpályázatra beadott tervei az 5 díjazott terv között voltak. Egyedi megoldásokra törekedett, a belső falazat helyett teljes üvegfelületet tervezett, a minél teljesebb transzparencia érdekében. Az üvegfelületek tervezése már itt foglalkoztatta és végigkísérte a pályája folyamán. A végleges tervek kidolgozására Ivánka Andrással együtt kapott megbízást az Építéstudományi Tervező Intézetben, de a tervek végül nem valósultak meg. 1949-ben a MATI-ban lakótelepi házak típus terveinek kidolgozásával foglalkozott Schall Józseffel, Zoltán Lászlóval és Zilahy Istvánnal közösen. Az általuk kidolgozott korszerű típustervek alapján számos lakóház épült meg, (2 fogatú ház, Újpest, Hősök ligete), kisbivaly típus Győr, Komló, Tatabánya, Salgótarján, nagybivaly típus Újpest, Dunaújváros, Miskolc, Salgótarján.
A KÖZTI-ben 1950-ben kezdték el a miskolci Rákosi Mátyás Nehézipari Egyetemi város tervezését, Janáky István irányításával, melybe Wagner László is bekapcsolódott. Az 1951-ben a nagy építészeti vita következtében lezajlott fordulat után a modern építészet betiltották és a klasszicista stílus hagyományara építő szocreál stílus lett a kötelező. A hidegháborús politikai viszonyok között - a nyugatról várt katonai támadás miatt - a tervezési feladatok is más irányba tolódtak, a lakóházakról a katonai létesítmények felé. Ebben az időben készítette a Kecskeméten és Szolnokon 1953-ra felépült katonai kórházak terveit. Az ÁÉTI-be átlépve Fodor Lászlóval tervezte közösen a mátyásföldi II. Rákóczi Ferenc katonai középiskola épületét, és a Szilágyi Erzsébet fasori lakóépület.
Mikor 1956-ban az IPARTERV-be átkerült, a szocreálnak már leáldozott. A dunaújvárosi Dunai Vasmű részére tervezett Hengermű irodaház az egyik első függönyfalas homlokzatú irodaház volt az országban. Gerlóczy Gedeon építészmérnökkel való kapcsolata még a KÖZTI-s időkre nyúlik vissza, az IPARTERV-ben is dolgoztak együtt. 1956-ban Wagner László  felajánlotta Gerlóczynak, hogy a II. ker Margit utcai lakásán helyezzék el Csontváry Kosztka Tivadar "Magányos cédrus" c. képét, míg a harcok tartottak. 1962-ben a Nagyvárad téri Semmelweis Orvostudományi Egyetem Elméleti tömbjének tervpályázatán közösen indultak Gerlóczy Gedeon Südi Ernő és Wagner László, és első díjat nyertek és a kiviteli megbízást.  Az engedélyezési terveket már Gerlóczy közreműködése nélkül Südi Ernővel közösen készítették. Az IPARTERV-ből való távozása után 1968-tól a kiviteli tervek módosítását Magyar János végezte. Az építkezést a 21. sz. Állami Építőipari Vállalat 1970. júniusában kezdte meg, az ünnepélyes alapkő-letételi okmány 1971. április 30-án  készült. 1976-ban adták át a toronyépületet, a kazánház a Heim Pál Kórház területén épült meg 1979-ben.
Sajkodi saját maga részére tervezett nyaralóján Frank Lloyd Wright épületeinek hatása érződik.
Egyetemi évfolyamtársai közül többen külföldre távoztak Deák Ernő Caracasba, Németh Pál Zürichbe, Mohl Imre Angliába, majd később Südi Ernő Németországba ment dolgozni, de a kapcsolat megmaradt közöttük, a hazalátogatásuk alkalmával rendszeresen tartottak szakmai eszmecserét.
A művészet iránti szeretete végigkísérte pályáját, fiatalkorától kezdve rajzolt és festett képeket. Épületein, vagy azok környezetében szívesen alkalmazott képzőművészeti alkotásokat, szobrász ismerőseit, az épületek előtti tereken, vagy épület belső falainak díszítésére, mozaik, ólom keretben foglalt színes üveg alkotások készítésére. Így ismerte meg Búza Barna szobrászművészt, Istokovits Kálmánt, aki a Győri Gőzfürdő homlokzati mozaik alkotását készítette, Kamotsay István szobrászművészt, akinek a Gyógyszergyári Kutató Intézet udvarán állították fel a szobrát, Hincz Gyulát, aki a Semmelweis Orvosi Egyetem Elméleti tömbjének az aulájába készítette a színes ólomüveg képét. Szabó Erzsi üveg tervező művésszel,  és Zala Tibor grafikus művésszel is kapcsolatban állt.

## Tervpályázatok
- 1937 Óbudai Árpád Gimnázium, 200 pengős díjazás Reichard Zoltán és Wagner László
- 1938 Óbudai fiúotthon, megvétel Reichard Zoltán és Wagner László
- 1942 OTI Albertfalva déli lakótelep kislakásos házai, megvétel Wagner László
- 1943 OTI Hajdúszoboszló, 100 ágyas gyógyház, megvétel Wagner László
- 1943 Óbudai gázgyár külső lakótelep bővítése, megvétel Wagner László
- 1944 OTI székház Pápa, megvétel Wagner László
- 1944 MABI tüdőszanatórium, Törökbálint, díjazott terv Wagner László
- 1944 Uzsoki utcai OTI kórház, megvétel Wagner László
- 1946 MÁV fürdőépület típusterve, megvétel Wagner László
- 1947 A Magyar Állami Szénbányák bányászlakóháza, III. díj Wagner László[6]
- 1947 Hatvan, vasútállomás felvételi épülete, I. díj Wagner László, Payr Egon[7]
- 1948 Szent László kórház új épületei, az 5 díjazott terv egyike Wagner László
- 1949 Szombathelyi új városháza, III. díj Wagner László, Payr Egon[8]
- 1951 Agrártudományi Egyetem. Payr Egon, Wagner László[9]
- 1958 Balaton környéki kis nyaralók, II. díj Südi Ernő, Wagner László
- 1962 Budapesti Orvostudományi Egyetem elméleti tömb, I. díj Gerlóczy Gedeon, Südi Ernő, Wagner László
- 1963 240 férőhelyes csecsemőotthon, megvétel Südi Ernő, Wagner László, Gecser Ottó[10]
- 1963 Magyar Tudományos Akadémia új könyvtárépülete, megvétel Wagner László[11]
- 1966 Orvostovábbképző Intézet Sebészeti Tömb Tervpályázata: a Szabolcs utcai Kórház komplexum területén többprofilú sebészeti intézmény létesítésére készült  terveket: Wagner László, Drávai Tamás, Bozzai Lajos, Raffay Katalin, Egyházi Andrásné, Markó Ilona készítette.[12]

## Megvalósult építészeti alkotásai
- 1940-42 Egyházmegyei Takarékpénztár Rt székháza, Eger (Gömöri Wagner Józseffel)
- 1949 kétfogatú lakóház, Újpest, Hősök liget
- 1950-51 típuslakóház (kisbivaly) Győr, Komló, Tatabánya, Salgótarján, Ajka (Schall Józseffel, Zilahy Istvánnal)
- 1950-51 típuslakóház (nagybivaly) Újpest, Dunaújváros, Május 1. utca 2-10. 12-20. Miskolc, Salgótarján, (Schall Józseffel, Zilahy Istvánnal)
- 1950-51 gőzfürdő, Győr (lebontva)
- 1951-53 9. sz. honvéd (repülős) kórház, Kecskemét, Balaton utca 17.
- 1951-53 10. sz. honvéd kórház, Szolnok, Városmajor út 30. (lebontva)
- 1952-53 Mátyásföldi II. Rákóczi Ferenc Katonai Középiskola, jelenleg Budapesti Gazdasági Főiskola Külkereskedelmi Kara, Budapest, Diósy Lajos utca 22-24. (Fodor Lászlóval)
- 1953 lakóház, Budapest, Szilágyi Erzsébet fasor 37-39. (Fodor Lászlóval)
- 1956-60 Dunai Vasmű, Hengerművek irodaháza, Dunaújváros (Tóth Jánossal)
- 1957-58 saját nyaralója, Tihany, Sajkod
- 1958-61 Gyógyszeripari Kutató Intézet, Budapest, Berlini u 47-49. (Tóth Jánossal, Magyar Jánossal, Vörösmarty Kálmánnal)
- 1958 lakóház, Budapest, Andrássy út 117.
- 1959-60 lakóház az óbudai kísérleti lakótelepen, Budapest, Reménység u. 9. (Südi Ernővel)
- 1961-62 Finommechanikai Művek laboratórium épülete, Budapest, Fehér út 10.
- 1970-1976 Semmelweiss Orvostudományi Egyetem elméleti tömb, Budapest, Nagyvárad tér 4. (Südi Ernővel)
- 1971-73 Országos Közegészségügyi Intézet (emeletráépítés) Budapest, Gyáli út. 2. (Molnár Zoltán, Ács B., Drávai Tamás)

## Köztér alkotások építész közreműködője
- 1963 Kamotsay István 1919-es emlékmű, Bélapátfalva
- 1970 Búza Barna XVIII. ker. Pestlőrinc, Kossuth tér Felszabadulási emlékmű, Művészet 1970. No 8. p. 19.
- 1974 Kamotsay István és Szabó Erzsébet „Rozsdaszobor”, Szolnok
- 1983 Kamotsay István Petőfi Sándor szobra, Hódmezővásárhely

## Díjai, elismerései
- 1961 IPARTERV bronz fokozatú jelvény
- 1962 Ybl Miklós-díj
- 1966 IPARTERV Törzsgárda Igazolvány, ezüst fokozatú jelvény
- 1969 bronz plakett a 20 éves állami tervezési munkájáért